# Wartburg 353
Wartburg 353 (на Заході також відомий як Wartburg Knight) — сімейство передньоприводних малолітражних автомобілів, що виготовлялися в 1965-1988 роках на Айзенахському автомобільному заводі в НДР. З 1988 року випускалася модель 1.3 в кузові моделі 353.

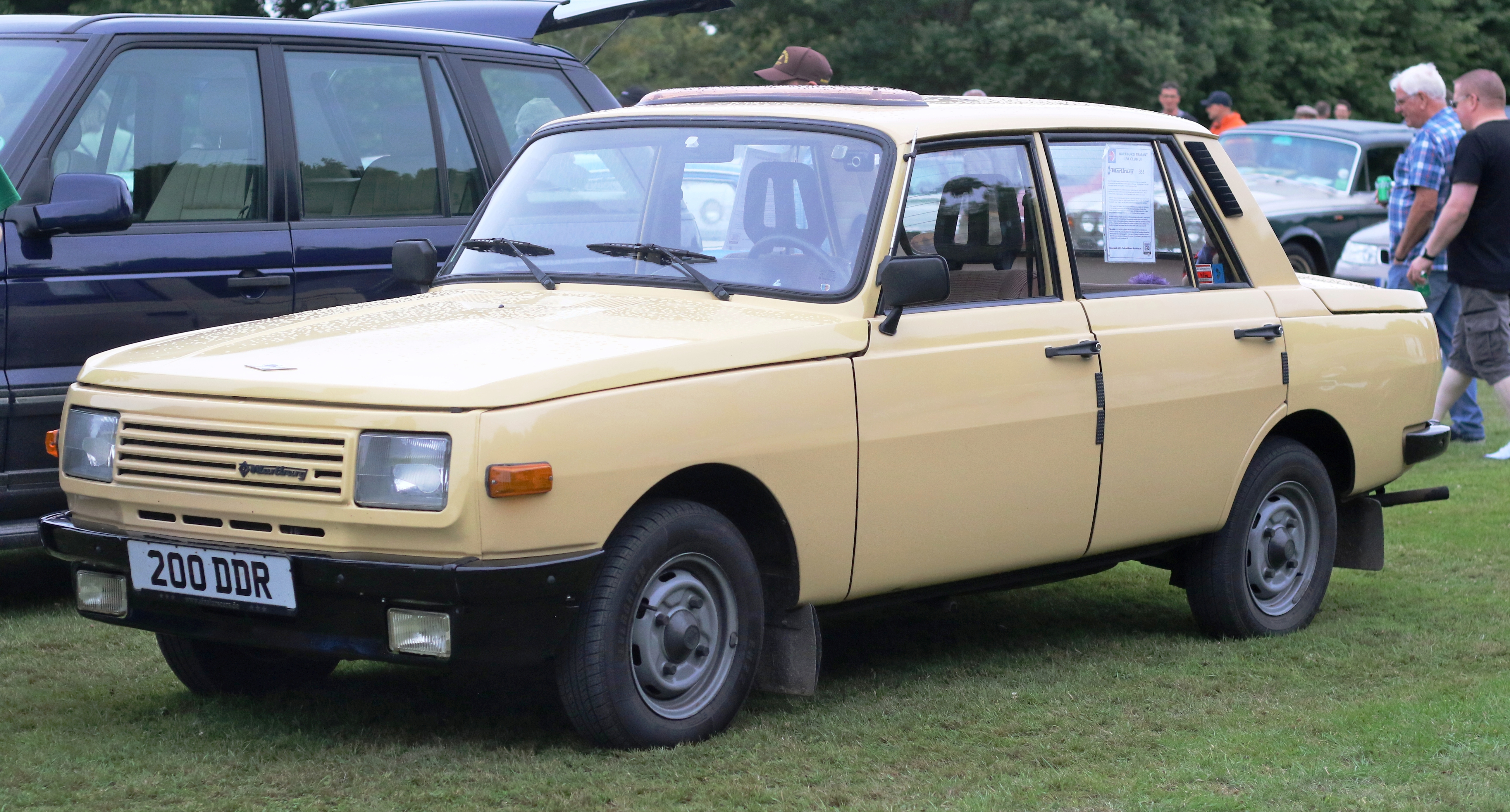
Wartburg 353W (1975—1988)

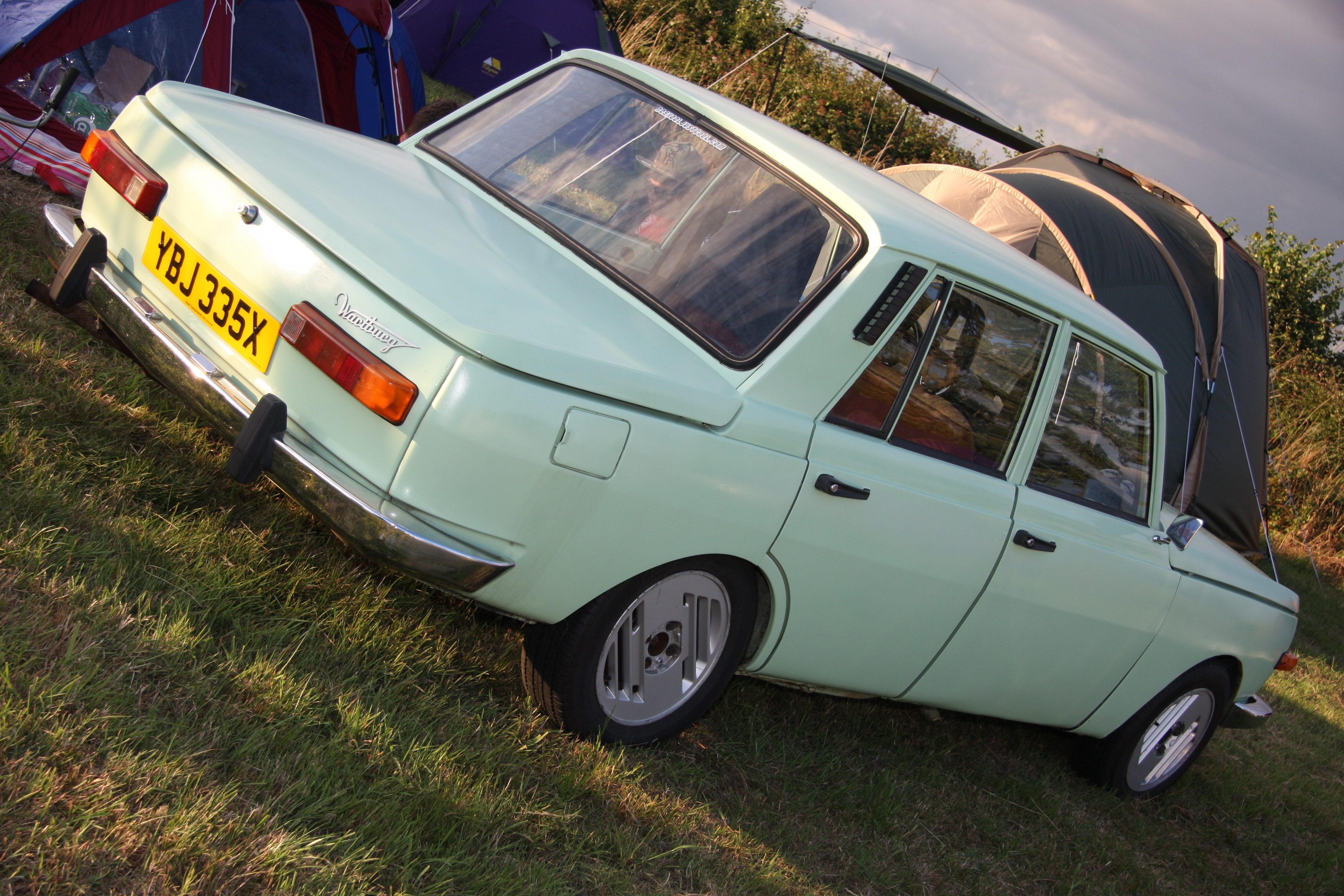

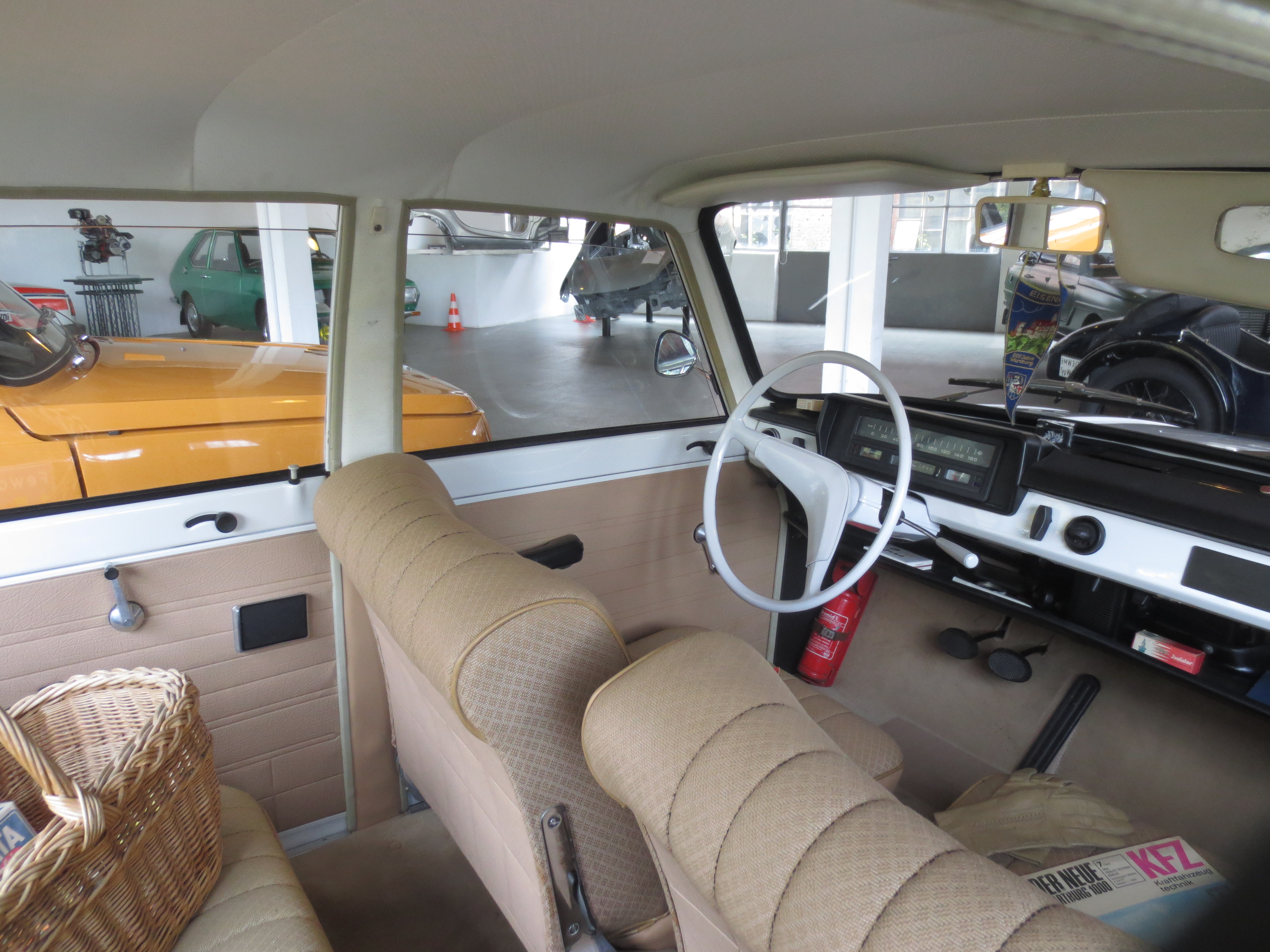

Ходова частина і силовий агрегат були уніфіковані з пізнім варіантом попереднього покоління (Wartburg 312), тобто автомобіль мав рамну конструкцію, переднє поздовжнє розташування двотактного трициліндрового бензинового двигуна та незалежну пружинну підвіску всіх коліс, але коробка передач стала чотириступінчастою, синхронізованою на всіх передачах переднього ходу — важіль перемикання при цьому залишився підкермовим, були поліпшені механізми перемикання передач, кермове управління, гальма.
Попри збереження всіх основних габаритів автомобіля, завдяки переходу на незалежну задню підвіску і 13″ колеса меншого діаметра з'явилася можливість поліпшити компоновку пасажирського салону, викроївши для нього додатковий простір внаслідок меншого розміру колісних арок і більш низької подушки заднього дивана.
Дизайн кузова був розроблений італійським кузовним ательє «Мікелотті», до цього працював над фірмовим стилем модельних рядів таких відомих компаній, як BMW (перші зі знаменитих «акул») і Toyota (Hino).

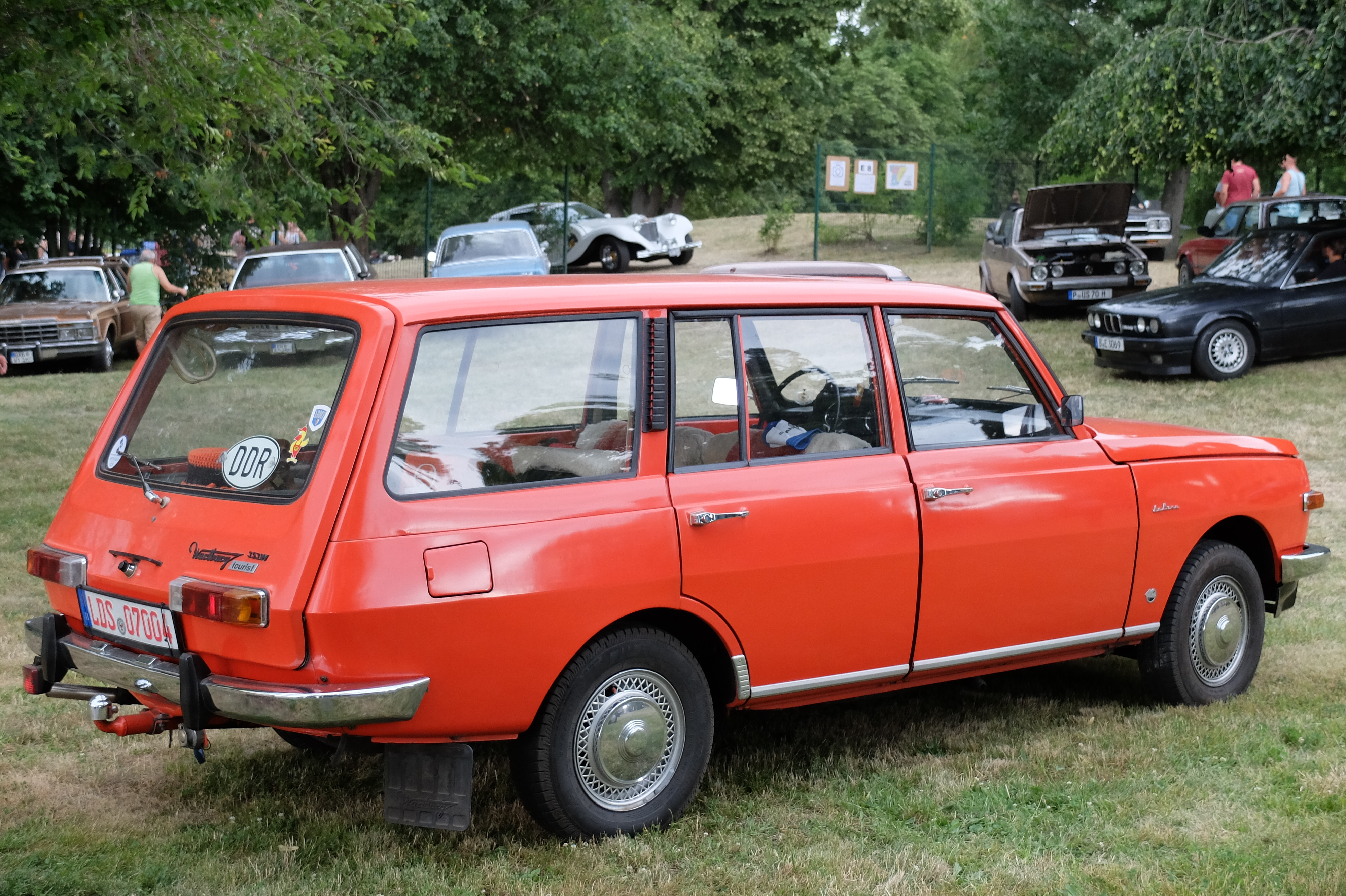
Wartburg 353W Tourist
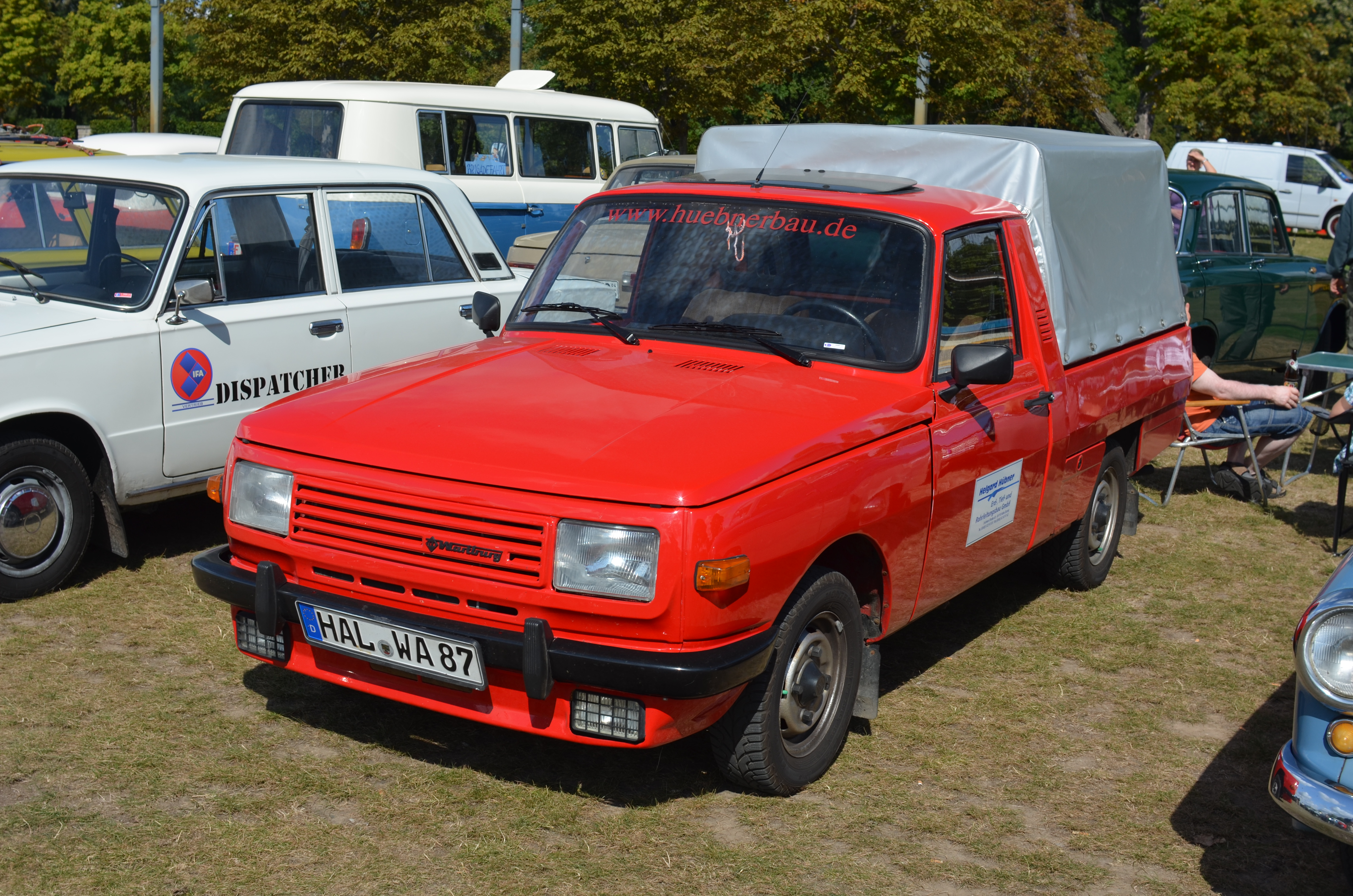
Wartburg 353 Trans
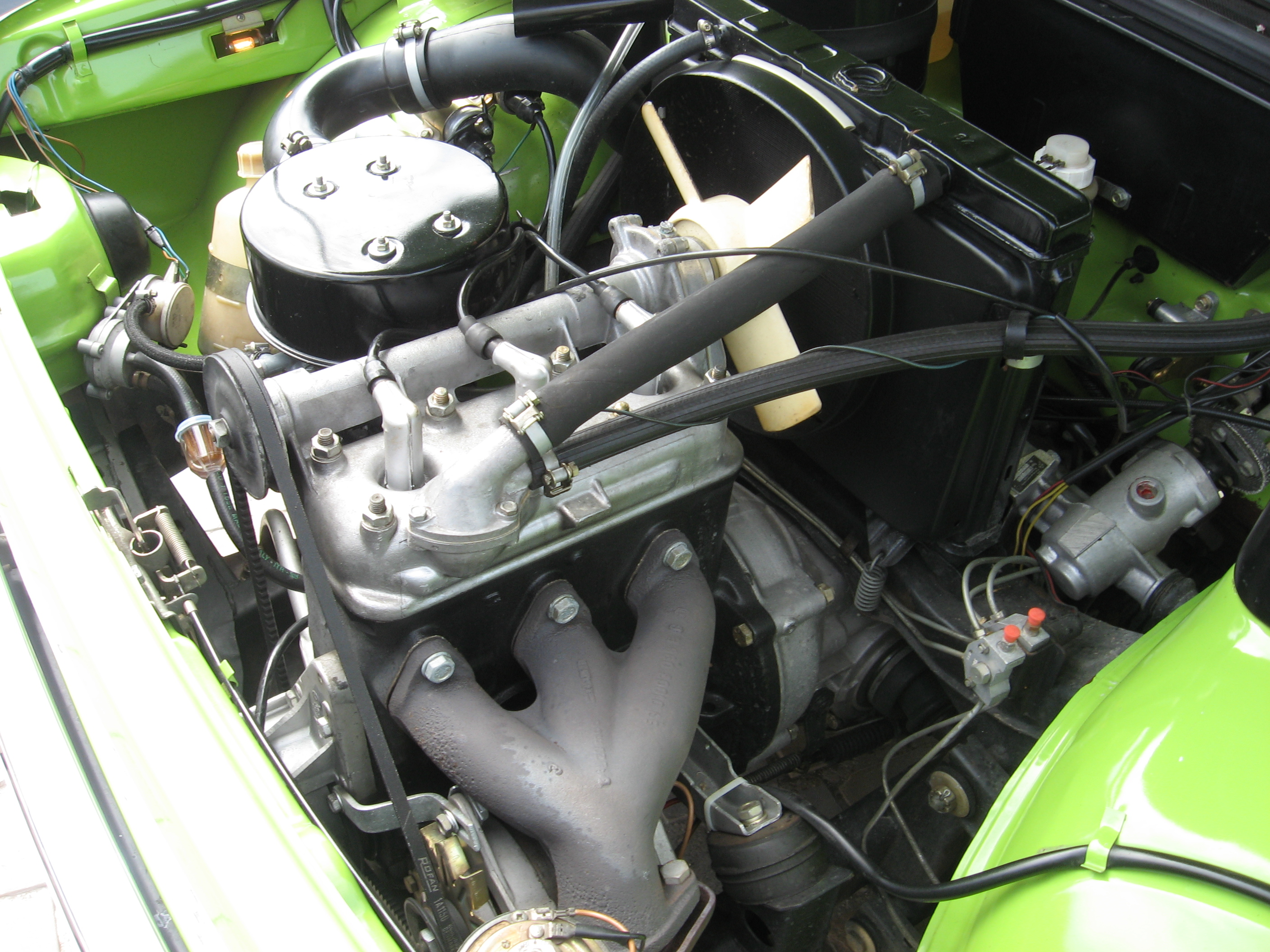

## Двигуни
- 0,992 л Typ 353 І3 45 к.с.
- 0,992 л Typ 353.1 І3 50 к.с.

## Оцінка моделі
На момент свого освоєння у виробництві «Вартбург 353» технічно і за споживчими якостями був приблизно на одному рівні з сучасними йому останніми європейськими автомобілями з двотактними моторами на кшталт DKW F102 або Saab 96 або японськими двотактними Subaru і Suzuki. У перші роки свого випуску він широко експортувався і був досить популярний навіть у західних країнах.
Однак ближче до кінця десятиліття «брудні» і неекономічні двотактні двигуни транспортних засобів на Заході практично вийшли з ужитку, в бюджеті ж народного господарства НДР коштів на освоєння принципово нового чотиритактного мотора не знайшлося. В результаті порівняно недавно освоєна у виробництві і цілком сучасна по дизайну і конструкції шасі машина швидко виявилася застарілою за світовими мірками через свій силовий агрегат. Після середини 1970-х років на подальшу модернізацію «Вартбурга» був по суті поставлений хрест, що сприяло його швидкому й остаточному старінню — екстрені заходи, до яких вдавалися в кінці 1980-х років, вже не змогли виправити цей процес.
За вартістю на 1977 рік (8648 марок НДР) «Вартбург» розташовувався приблизно посередині асортименту запропонованих в НДР автомобілів — за нього просили в півтора раза більше, ніж за «Трабант» (від 5202 марок) і дещо більше, ніж за «Москвич-2140» (8477 марок), але все ж значно менше, ніж за престижні «Жигулі» ВАЗ-21011 (10 507 марок) і тим більше ВАЗ-2103 (12 393 марки).
Загальний випуск склав 356 330 автомобілів моделі Wartburg 353 з 1966 по 1975 роки і 868 860 — моделі Wartburg 353 W з 1975 по 1988 рік.